# 普法夫施特滕
普法夫施特滕是奥地利下奥地利州巴登县的一个市镇。总面积7.81平方公里，总人口2974人，人口密度380.8人/平方公里（2005年）。